# Даніель Гопфер
Даніель Гопфер (нім. Daniel Hopfer; близько 1470, Кауфбойрен — 1536, Аугсбург) — німецький гравер і зброяр; першим використав у своїх роботах техніку офорта.

## Біографія
Народився в сім'ї художника Бартоломея Гопфера та Ганни Сендлерін. У 1497 році одружився з Христиною Грімм, сестрою Сигізмунда Грімма — аусбурзького аптекаря, лікаря і, головне, видавця. У пари народилося три сини: Йорг, Ієронім і Ламберт. Двоє молодших згодом продовжили справу свого батька: Ієронім у Нюрнберзі, а Ламберт в Аусбурзі. Сини Йорга, Георг і Даніель, в свою чергу, теж стали відомими граверами, яких патронував імператор Максиміліан II, чий наступник, Рудольф II, надав Георгу дворянський титул.

## Творчість
Даніель Гопфер займався оформленням зброї. Однак тільки для двох робіт доведено його авторство: щит 1536 року, який зараз зберігається в мадридському музеї Армерія і меч, виставлений у Нюрнберзі в Germanische Nationalmuseum. У берлінському Німецькому історичному музеї зберігається аусбургський кінний обладунок, датований 1512 або 1515 роками. Він прикрашений малюнками Гопфера, але доказів того, що їх зробив сам Гопфер не існує.
Гравіювання на металі за допомогою кислоти відоме в Європі з початку XV століття. Однак майстерне, ретельно продумане оздоблення зброї та обладунків, принаймні в Німеччині, з'явилося тільки на початку XVI століття і було, ймовірно, «імпортоване» з Італії. І, попри те, що найбільш ранні зі збережених офортів належать Альбрехту Дюреру і датуються 1515 роком, є всі підстави вважати, що Даніель Гопфер використовував цю техніку вже наприкінці XV століття.
Родина Гопферів процвітала в Аусгбурзі, і вже до 1505 року Даніель купив собі будинок в центрі міста. Гопфер став членом комітету гільдії ковалів, яка в той час мала у своєму складі художників і граверів, унаслідок тісного їх співробітництва при виготовленні декоративної зброї. Аугсбург вважався одним з найавторитетніших виробничих центрів того часу.
Ранні офорти Гопфера виконані в лінійній манері, але надалі він сам і його сини розробили складніші техніки, які історики зброї називають «стиль Гопфера». Всі силуети розташовувалися на чорному тлі, з точками, що свідчать про безліч проколів пластин голкою. Така техніка, очевидно, була вкрай трудомістка і вимагала від майстра граничної акуратності. Не відомо жодного іншого художника, який би використовував надалі такий метод. Всі пластини були зроблені із заліза, тоді як італійці, наприклад, використовували тільки мідь навіть через багато років.
Ніхто з Гопферів не навчався живопису чи малюванню. Усі їхні творіння супроводжуються нальотом наївності і простоти. Але надзвичайна розмаїтість гопферівських робіт зробило їх предметом колекціонування: відбитки з релігійними сюжетами для ювелірних виробів, фігурки військових (особливо ландскнехтів), портрети шанованих людей, простолюдинів, ілюстрації міфів та фольклору. Повний список робіт Гопфера унікальний. Кожна річ створювалася для того, щоб здивувати клієнта. Тим не менш, Гопфери не соромилися і запозичувати ідеї у сучасників. Так, з 230 відомих гравюр Даніеля Гопфера 14 є копіями робіт інших майстрів. З 82 гравюр Ієроніма лише менша частина є оригінальними творами мистецтва. Не менше 21 сюжету запозичено в Альбрехта Дюрера, приблизно 30 гравюр є плагіатом робіт Альбрехта Альтдорфера, Барбарі і Раімонду.
Століттям пізніше, торговець книгами і далекий нащадок Гопферів Девід Функ придбав 230 пластин з гравюрами Даніеля Гопфера і роздрукував їх під назвою Operae Hopferianae, попередньо присвоївши кожній номер. Ці номери відомі як «числа Функа» і відбитки з ними вважається другим станом початкових гравюр.
Надалі тільки в 1802 році видавництвом CW Silberberg були зроблені відбитки з 92 пластин під загальною назвою Opera Hopferiana. Якість відбитків демонструє, наскільки дбайливо ставилися Гопфери до своїх пластин, виконаних з підданого іржі матеріалу. Чимало з них і зараз зберігаються в художніх архівах Берліна.